# Reijmerstok
Reijmerstok (Limburgs: Rimmesjtók of Remmersjtók) is een dorp in de gemeente Gulpen-Wittem in Nederlands-Limburg. Het ligt ten zuidwesten van Gulpen en heeft ongeveer 510 inwoners.

## Geschiedenis
Reijmerstok ontstond in de middeleeuwen bij de herenhoeve De Puthof. Het groeide geleidelijk uit tot een lintdorp.

## Bezienswaardigheden
- De Franciscus van Assisikerk, gebouwd in 1922 naar ontwerp van Jos Wielders.
- De voormalige Franciscuskerk, neoclassicistische zaalkerk in mergelsteen van 1838, gebouwd na afsplitsing van de parochie van die van Gulpen en gesloten in 1922, daarna feestzaal en woonhuis.
- Mariakapel, een zuilkapel in het dorp
- De Puthof, een monumentale boerderij aan Reijmerstokkerdorpsstraat 130.
- Diverse vakwerkboerderijen en -huizen die tevens rijksmonument zijn.

Zie ook
- Lijst van rijksmonumenten in Reijmerstok

Enkele vakwerkgebouwen in Reijmerstok
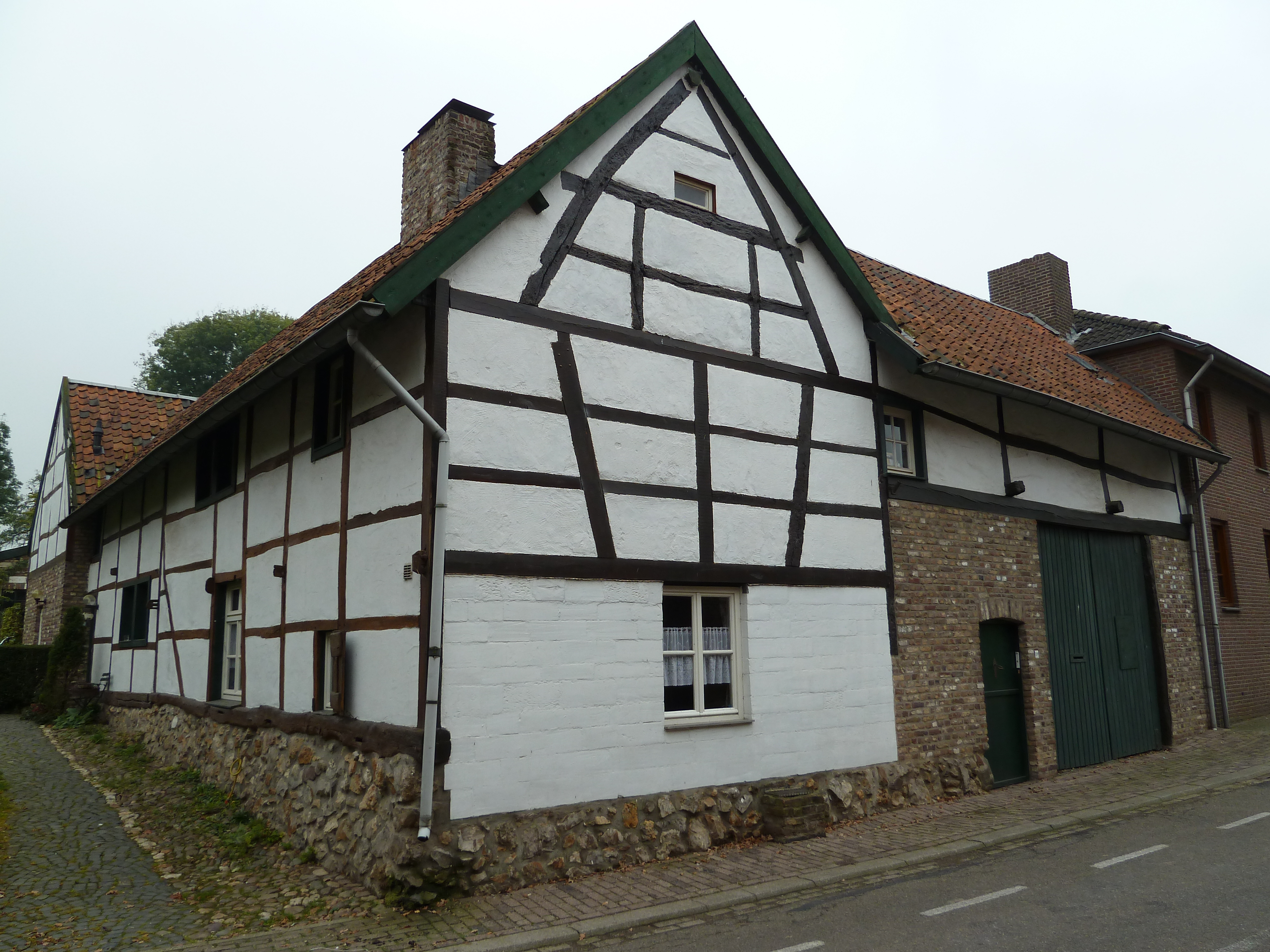
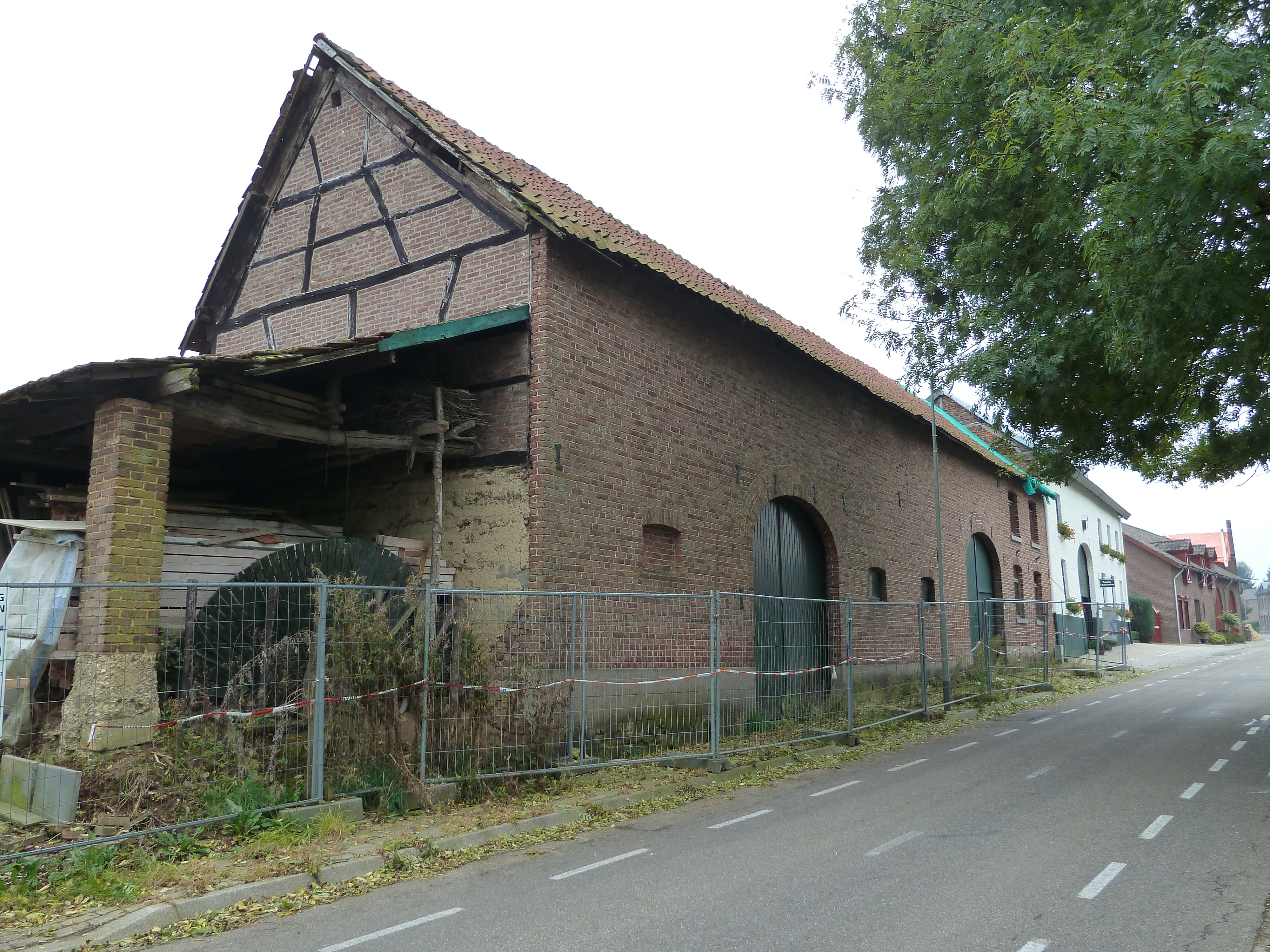
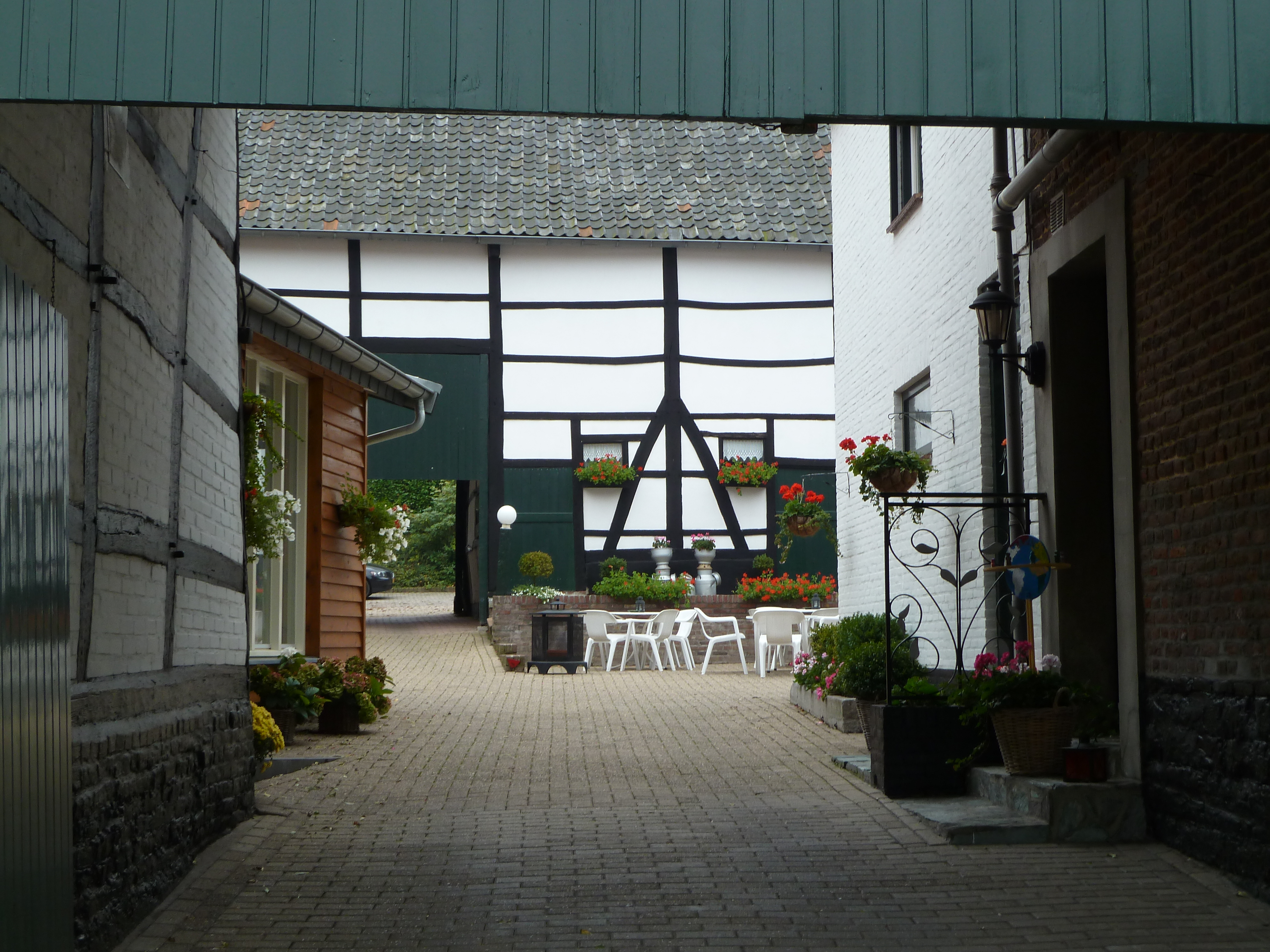
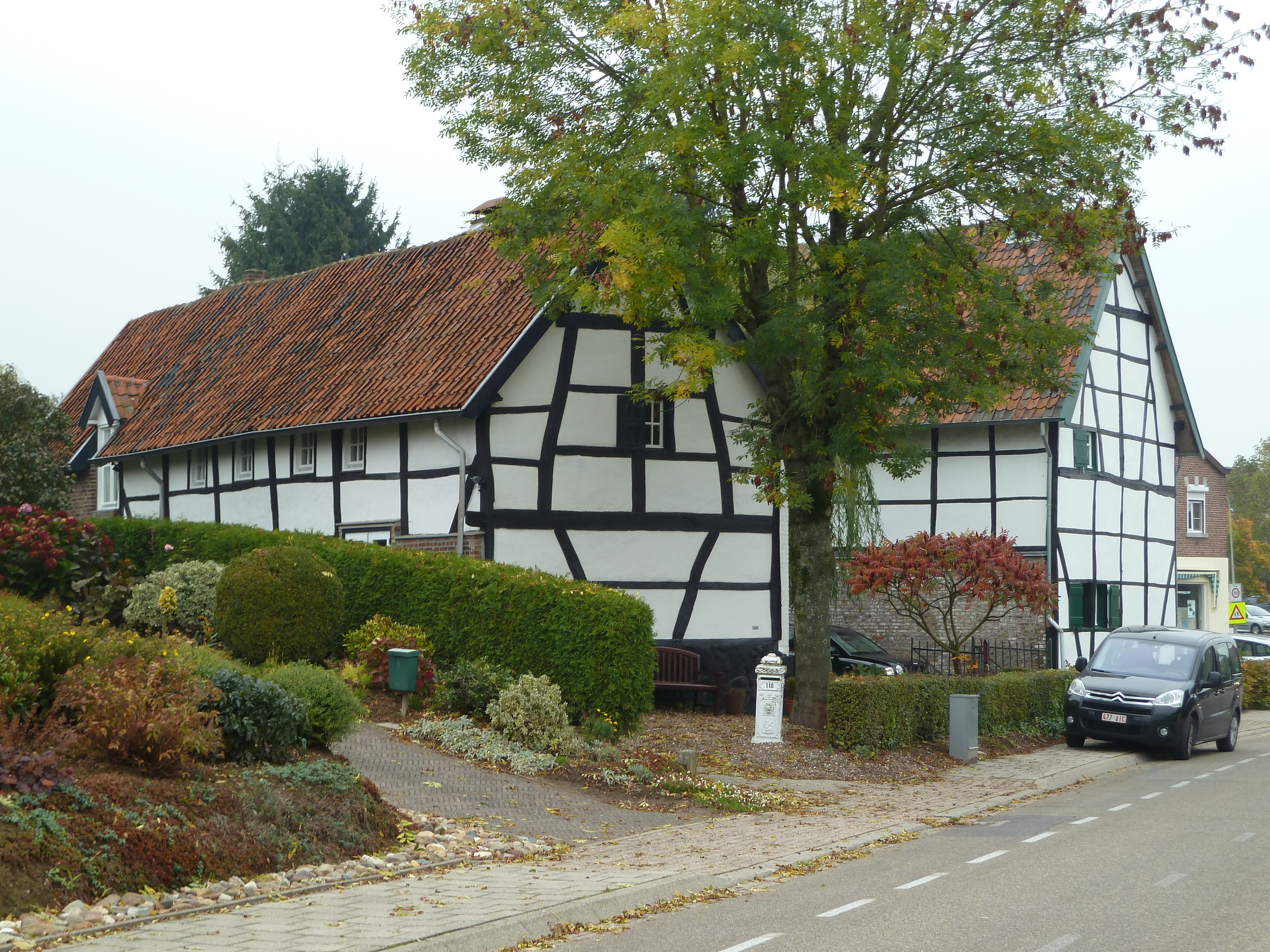
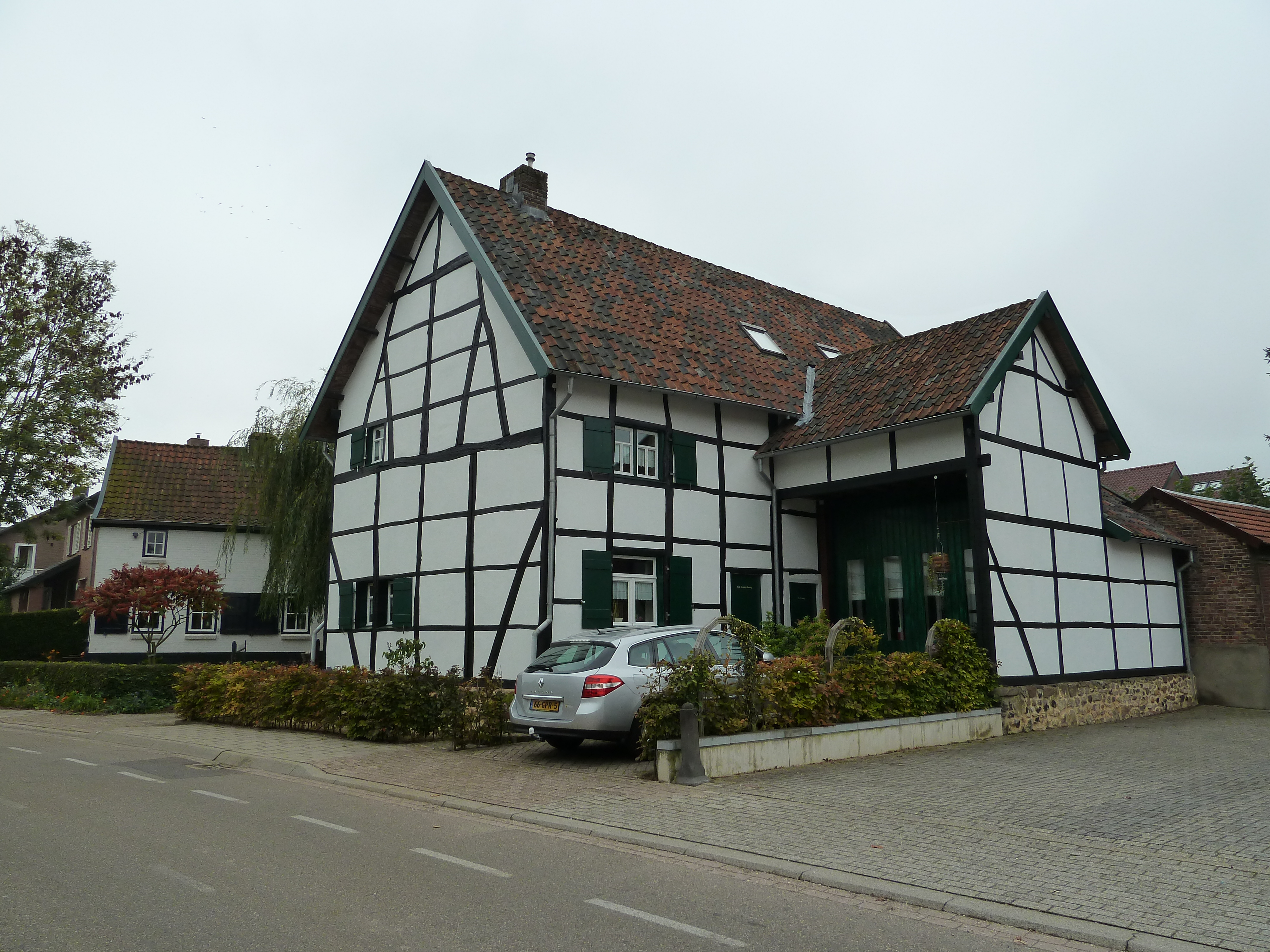

Enkele overige bezienswaardigheden
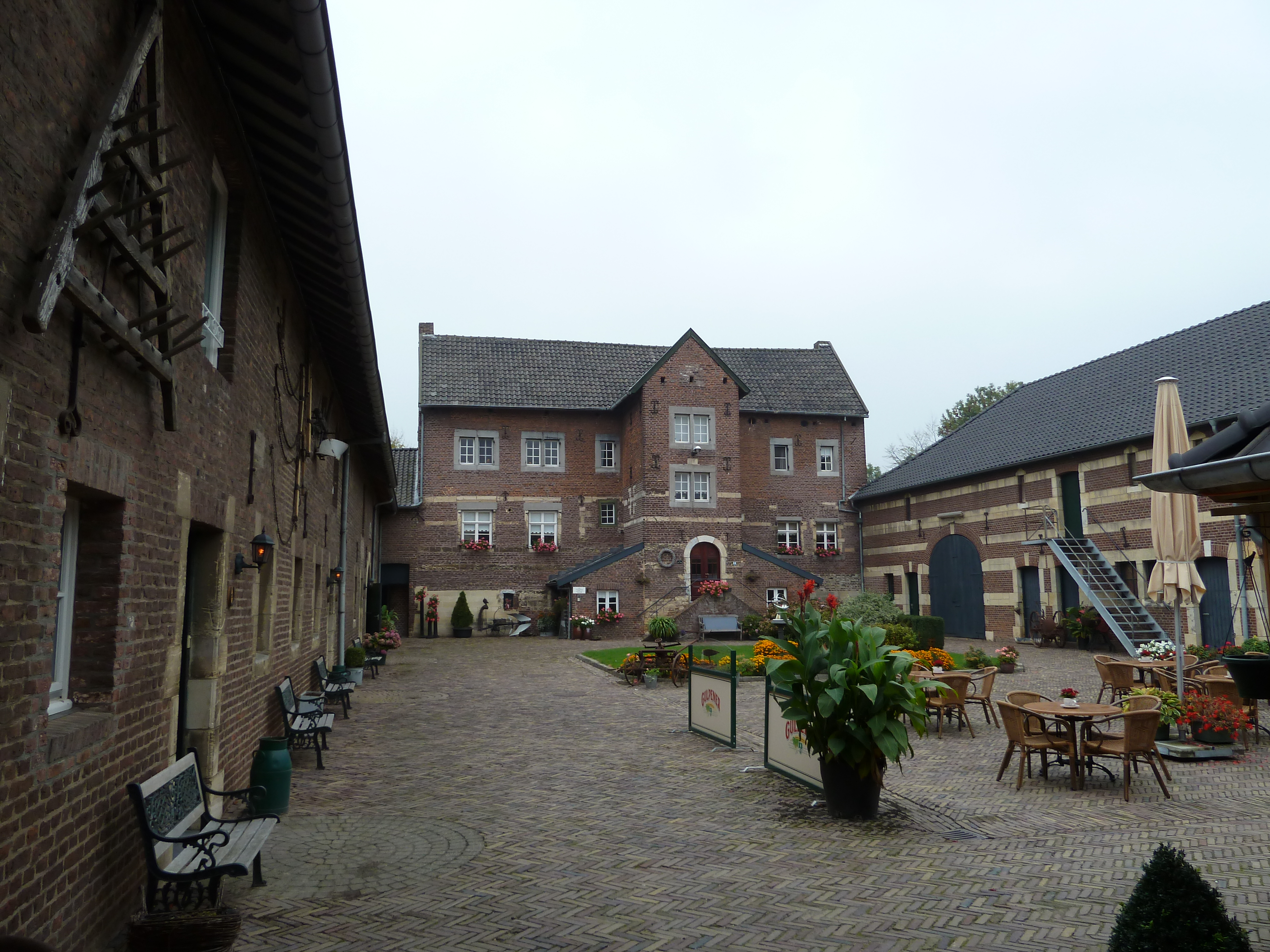
De Puthof
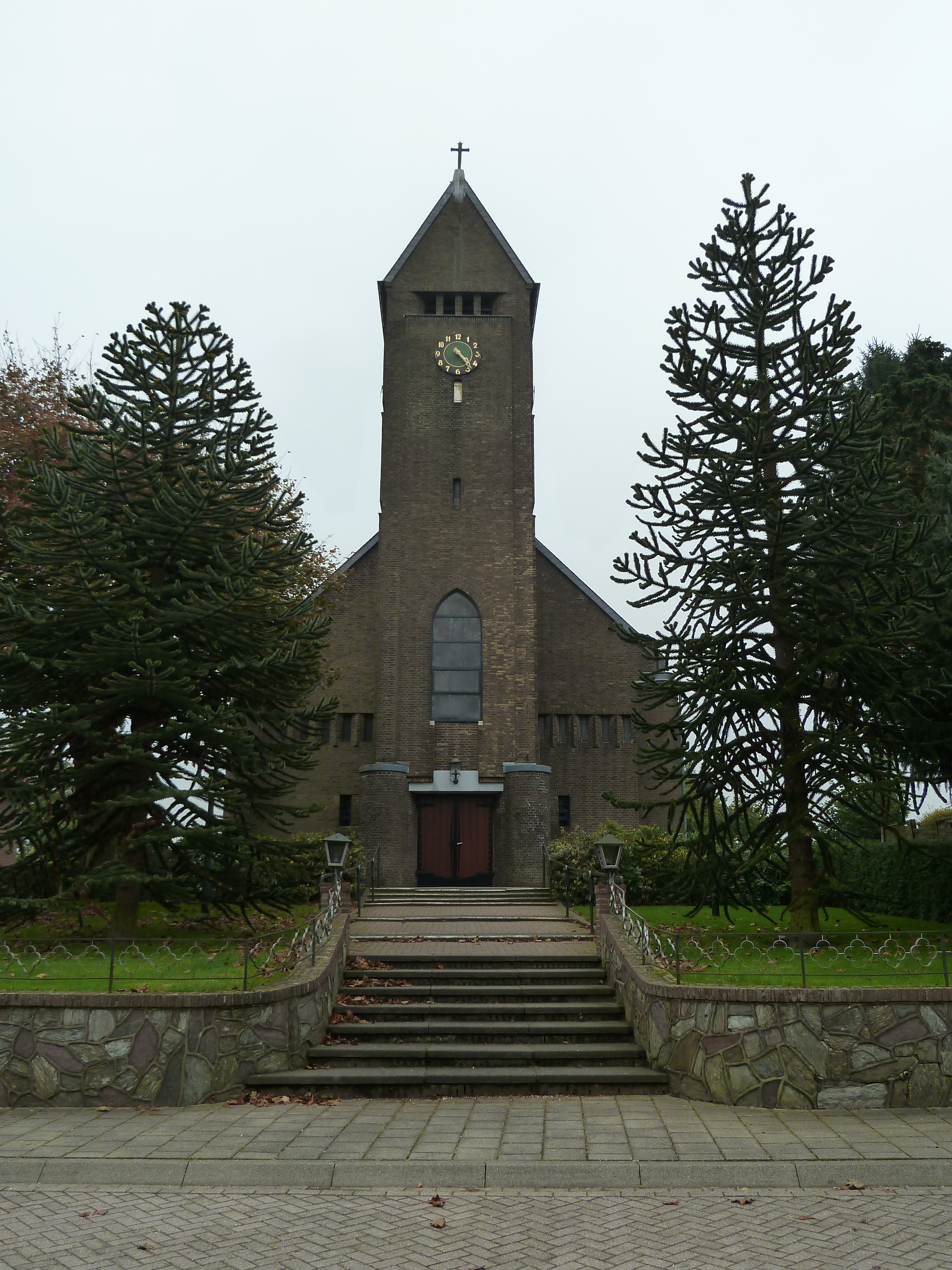
Kerk Franciscus van Assisi
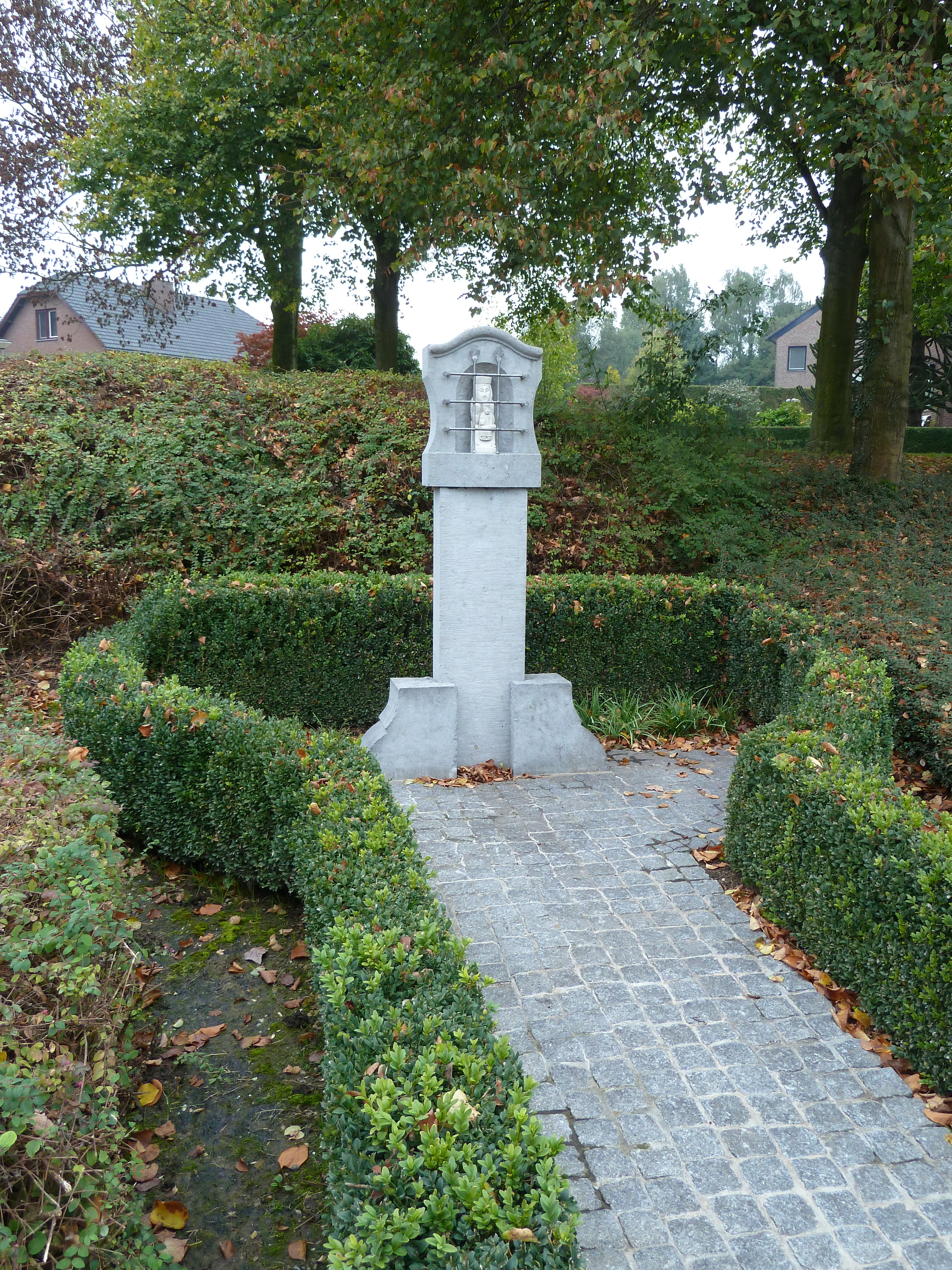
Zuilkapelletje
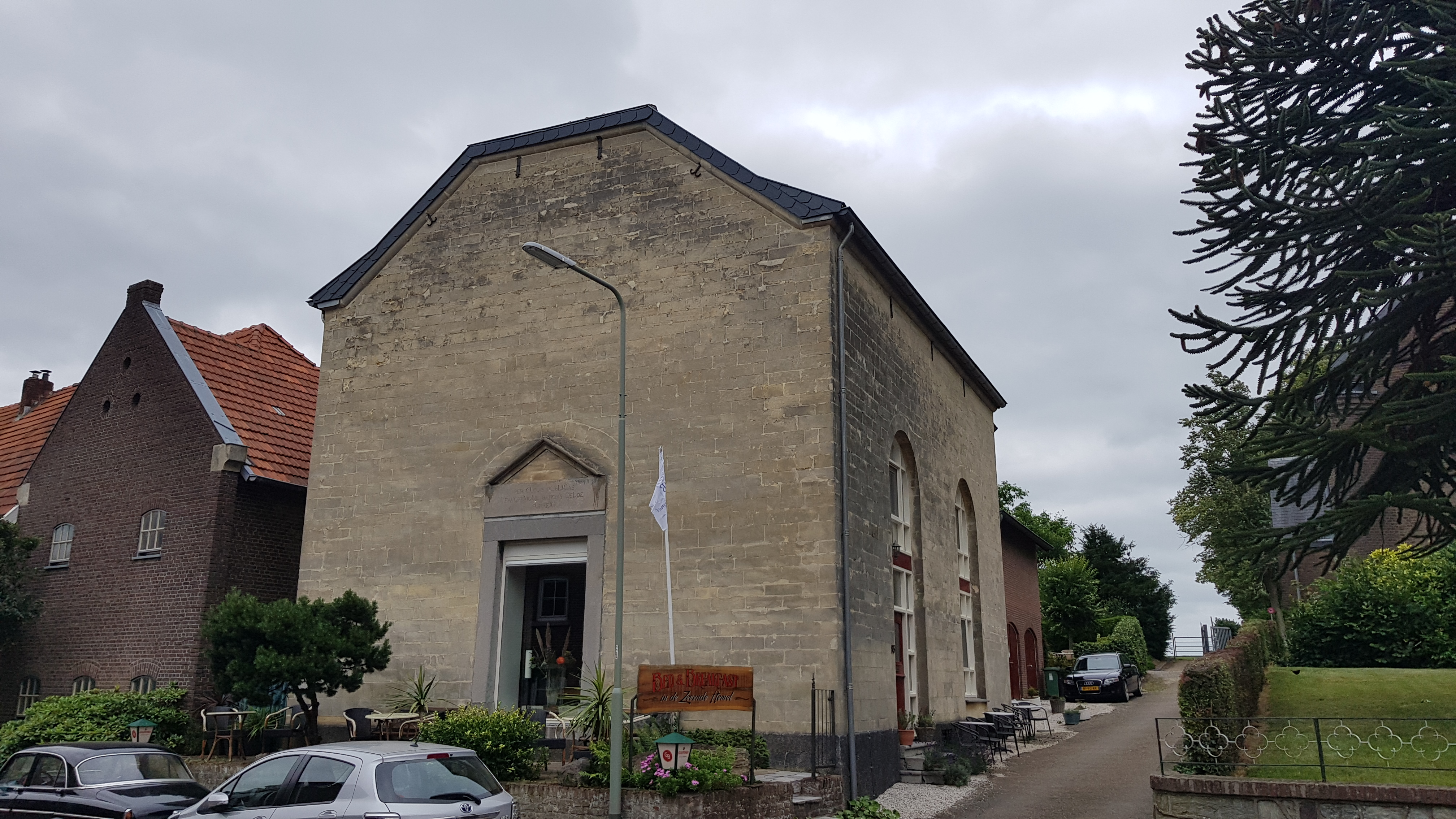
Voormalige Franciscus van Assisikerk

## Natuur en landschap
Reijmerstok ligt op het Plateau van Margraten op een hoogte van ongeveer 175 meter. Het dorp ligt in de Vosgrub die steeds dieper in het plateau insnijdt en uitkomt op het Gulpdal. Ten zuidwesten van het dorp begint het droogdal Horstergrub in te snijden op het plateau. Het glooiende landschap wordt hoofdzakelijk voor de landbouw gebruikt. In de omgeving van het dorp wordt ook hop verbouwd voor de Gulpener Bierbrouwerij.

## Verkeer en vervoer
Over de weg tussen Reijmerstok en Gulpen bevindt zich een oud viaduct, onderdeel van de tramlijn tussen Maastricht en Vaals die van 1925 tot 1938 in gebruik was (tramlijn Maastricht - Vaals). Vroeger lag er bij het viaduct een halte/losplaats waar de tram stopte.

## Nabijgelegen kernen
Margraten, Gulpen, Banholt, Slenaken, Noorbeek
Bovendien liggen in de omgeving van Reijmerstok de buurtschappen Terlinden, Pesaken, Waterop, Beutenaken, Pesaken en Euverem
Dorpen: Epen · Eys · Gulpen · Mechelen · Nijswiller · Partij-Wittem · Reijmerstok · Slenaken · Wahlwiller · Wijlre

Gehuchten en buurtschappen: Beertsenhoven · Berghem · Berghof · Beutenaken · Billinghuizen · Bissen · Bommerig · Broek · Cartils · Crapoel · Dal · Diependal · Elkenrade · Elzet · Eperheide · Etenaken · Euverem · Eyserhalte · Eyserheide · Gracht Burggraaf · Heijenrath · Helle · Hilleshagen · Höfke · Hoogcruts · Hurpesch · De Hut · Ingber · Kapolder · Kleeberg · Klein-Kullen · Klein-Kuttingen · Kosberg · Kuttingen · Landsrade · Overeys · Overgeul · Partij · Pesaken · De Piepert · Plaat · Schilberg · Schweiberg · Sinselbeek · Stokhem · Terpoorten · Terziet · Trintelen · Waterop · Wittem

Limburg: Steden en dorpen      Nederland: Provincies · Gemeenten